# Dolna Normandia
Dolna Normandia (fr. Basse-Normandie, wymowaⓘ) – region administracyjny w północnej Francji istniejący do 31 grudnia 2015 roku, który obejmował zachodnią część historycznej Normandii. Graniczył z regionami: Górna Normandia, Region Centralny-Dolina Loary, Kraj Loary i Bretania. 1 stycznia 2016 r., w wyniku reformy administracyjnej, został połączony z sąsiednią Górną Normandią w region Normandia. Dzielił się na trzy departamenty: Calvados, Manche i Orne.
Oprócz stolicy regionu Caen, ważniejszymi miejscowościami były: Alençon, Avranches, Argentan, Coutances, Lisieux, Mortagne-au-Perche, Saint-Lô oraz Vire. Z interesujących miejsc wymienić należy opactwo św. Michała Archanioła na Mont-Saint-Michel.
Wysokotowarowe rolnictwo: rozwinięta hodowla bydła i trzody chlewnej, uprawa zbóż, buraków cukrowych, roślin pastewnych, warzywnictwo, sadownictwo. Przemysł spożywczy, także samochodowy, elektroniczny i stoczniowy.